# 1º luglio
Il 1º luglio o primo luglio è il 182º giorno del calendario gregoriano (il 183º negli anni bisestili). Mancano 183 giorni alla fine dell'anno.
Negli anni bisestili, poiché l'istante centrale dell'anno cade alle 24:00 (mezzanotte) di tale giorno, questo e quello successivo sono i due giorni centrali dell'anno.
In quanto primo del mese, a differenza degli altri giorni, è solitamente scritto con l'indicatore ordinale. Tuttavia, sebbene sconsigliabile, è in aumento l'uso della forma con il numerale cardinale (1 luglio).

## Eventi
- 69 – Il prefetto d'Egitto Tiberio Giulio Alessandro ordina alle proprie truppe di pronunciare un giuramento di fedeltà a Vespasiano come imperatore; in questo giorno sarà celebrato l'anniversario dell'ascesa al trono di Vespasiano;
- 720 – Il Principe Toneri e il suo gruppo di amanuensi completano la scrittura di 30 copie del Nihon shoki;
- 1097 – Nella battaglia di Dorylaeum i Crociati sconfiggono i Selgiuchidi;
- 1457 – Iniziano i lavori di costruzione del Naviglio Martesana guidati da Bertola da Novate;
- 1644 – Guerra di Torstenson, 4ª battaglia navale di Colberger Heide: la flotta danese, comandata direttamente dal re Cristiano IV di Danimarca, sconfigge quella svedese, il cui comandante muore in battaglia;
- 1655 – L'esercito svedese occupa Dünaburg: inizia la seconda guerra del nord tra l'Impero svedese di re Carlo X e la Polonia-Lituania di Giovanni II Casimiro;
- 1782 – Pirati americani attaccano Lunenburg (Nuova Scozia);
- 1820 – Alcuni reparti dell'esercito borbonico, presso Nola, comandati dai due giovani generali Michele Morelli e Giuseppe Silvati, insorgono contro il governo di Ferdinando I, richiedendo una costituzione del tipo di quella spagnola;
- 1823 – Proclamazione delle Province Unite dell'America Centrale;
- 1858 – Lettura congiunta degli scritti di Charles Darwin e Alfred Russel Wallace sull'evoluzione alla Società Linneana;
- 1861 – A Roma, inizia le pubblicazioni L'Osservatore Romano, fondato da due avvocati, il forlivese Nicola Zanchini e il bolognese Giuseppe Bastia;
- 1862 – Viene fondata la Biblioteca russa di Stato a San Pietroburgo;
- 1863
  - Guerra di secessione americana: inizia la battaglia di Gettysburg;
  - Viene fondata a Torino la distilleria Martini;
- 1867 – Il British North America Act entra in vigore come costituzione del Canada, creando la Confederazione canadese; John A. Macdonald giura come primo ministro;
- 1870 – Si inaugura il Dipartimento di giustizia degli Stati Uniti;
- 1872 – Viene battezzata con rito luterano la principessa Alice d'Assia-Darmstadt, ultima zarina di Russia, con il nome di Alessandra Feodorovna;
- 1873 – L'isola del Principe Edoardo entra nella Confederazione canadese;
- 1880 – In Bosnia viene fondata la città di Prnjavor con relativa provincia;
- 1881 – Prima chiamata telefonica internazionale tra St. Stephen (New Brunswick) e Calais (Maine);
- 1885 – Gli Stati Uniti d'America pongono fine agli accordi di reciprocità e sulla pesca con il Canada;
- 1890 – Canada e Bermuda vengono collegate da un cavo telegrafico;
- 1903 – Maurice Garin vince la prima tappa del primo Tour de France;
- 1904 – Iniziano a Saint Louis i Giochi della III Olimpiade;
- 1905 – Italia: le neonate Ferrovie dello Stato (azienda nata il 22 aprile) riuniscono sotto un'unica amministrazione le reti ferroviarie Mediterranea, Adriatica e Sicula, dando vita alla prima rete ferroviaria nazionale statale italiana;
- 1908 – Viene adottata la sigla "SOS" come segnale internazionale per la richiesta di soccorso;
- 1916 – Primo giorno della battaglia della Somme, nella quale 20000 soldati dell'esercito britannico vengono uccisi e 40000 feriti; la battaglia durerà fino a novembre, causando in totale circa un milione di morti;
- 1918 – Esce in Giappone il primo numero della rivista illustrata di letteratura per l'infanzia Akai tori;
- 1921 – Fondazione del Partito Comunista Cinese a Shanghai;
- 1923 – Il parlamento canadese blocca l'immigrazione dalla Cina;
- 1931 – Inaugurazione ufficiale della Stazione di Milano Centrale;
- 1933
  - Inizia la Crociera aerea del Decennale, nella quale Italo Balbo guiderà una formazione di idrovolanti Savoia Marchetti S.55X (dove "X" sta per "decimo") dall'Italia agli USA;
  - Prima assoluta dell'opera Arabella di Richard Strauss alla Semperoper di Dresda;
- 1935 – Heinrich Himmler, Hermann Wirth e Walter Darré fondano la Ahnenerbe;
- 1941 – Seconda guerra mondiale: entra in attività il corpo speciale Special Air Service;
- 1942 – Seconda guerra mondiale: inizia la prima battaglia di El Alamein, nella quale si fronteggiarono le Potenze dell'Asse, comandate da Erwin Rommel, e gli Alleati;
- 1948 – Parte il primo aereo da Idlewild Field, New York; a fine dello stesso mese, l'aeroporto verrà intitolato New York International Airport e in seguito ribattezzato John F. Kennedy International Airport;
- 1960 – La Somalia italiana diventa indipendente e si unisce al Somaliland, ponendo definitivamente termine all'amministrazione italiana;
- 1962 – Indipendenza del Ruanda e del Burundi;
- 1963 – Le poste statunitensi introducono lo ZIP Code;
- 1967 – Le poste italiane introducono il CAP (codice di avviamento postale);
- 1968 – Il Trattato di non-proliferazione nucleare viene siglato a Ginevra da circa sessanta nazioni;
- 1972 – Andreas Baader, Holger Meins e Jan-Carl Raspe, della Rote Armee Fraktion, vengono catturati a Francoforte dopo una sparatoria con la polizia;
- 1979 – Sony mette in vendita il walkman;
- 1980 – O Canada diventa ufficialmente l'inno nazionale canadese;
- 1987 – Unione europea: entra in vigore l'Atto unico europeo;
- 1991 – Viene disciolto ufficialmente il Patto di Varsavia;
- 1996 – La versione 1.0 del PNG, un concorrente open source del formato per immagini GIF, viene finalizzata;
- 1997 – Il Regno Unito cede la sovranità su Hong Kong alla Repubblica Popolare Cinese;
- 2000 – Joris Vercammen è consacrato arcivescovo vetero-cattolico di Utrecht;
- 2002
  - Il volo 2937 della compagnia aerea Bashkirian Airlines (Tupolev TU-154) si scontra con un Boeing 757 cargo DHL sui cieli di Überlingen, in Germania, uccidendo 71 persone;
  - Entra in vigore lo Statuto di Roma;
- 2003 – 500000 persone prendono parte a una marcia a Hong Kong per protestare, fra le altre cose, sulla gestione governativa dei piani per implementare una nuova legge anti-sovversione richiesta dall'articolo 23 delle Leggi fondamentali di Hong Kong;
- 2004
  - La sonda Cassini-Huygens inizia l'inserimento nell'orbita di Saturno alle 01:12 UT e lo termina alle 02:48 UT;
  - A San Giovanni Rotondo viene inaugurata ufficialmente la Chiesa di Padre Pio;
- 2005
  - L'Italia abbandona formalmente il servizio di leva obbligatorio; la leva militare resta aperta solo a volontari;
  - Gli esperti della National Gallery di Londra annunciano che, analizzando ai raggi infrarossi il dipinto La Vergine delle Rocce di Leonardo da Vinci, hanno trovato sotto di questo un disegno precedente, attribuibile allo stesso Leonardo; secondo una prima analisi, originariamente l'intenzione dell'artista era di rappresentare l'adorazione di Gesù, per poi cambiare idea in seguito;
- 2009 – Lo svedese diviene lingua ufficiale della Svezia;
- 2012 – Si svolge la finale del Campionato europeo di calcio 2012 a Kiev, Italia-Spagna, che vede la vittoria della Spagna per 4-0; la nazionale iberica si riconferma Campione d'Europa, vincendo il suo 3º titolo europeo;
- 2013 – La Croazia aderisce all'Unione europea;
- 2017 – Al Parco Enzo Ferrari di Modena, Vasco Rossi si esibisce davanti a 220000 persone (record mondiale di biglietti venduti per un singolo artista) nell'evento per festeggiare i suoi quarant'anni di carriera, il Modena Park 2017.

## Nati
Ci sono circa 1 180 voci su persone nate il 1º luglio; vedi la pagina Nati il 1º luglio per un elenco descrittivo o la categoria Nati il 1º luglio per un indice alfabetico.

## Morti
Ci sono circa 490 voci su persone morte il 1º luglio; vedi la pagina Morti il 1º luglio per un elenco descrittivo o la categoria Morti il 1º luglio per un indice alfabetico.

## Feste e ricorrenze

### Civili
Internazionali:
- Giornata internazionale del reggae[3][4], in onore a Bob Marley

Nazionali:
- Canada – Canada Day (in precedenza Dominion Day)
- Burundi – Festa nazionale
- Hong Kong – Giorno della fondazione della Regione Amministrativa Speciale
- Ruanda – Festa nazionale

### Religiose
Cristianesimo:
- Preziosissimo Sangue di Nostro Signore Gesù Cristo (secondo il calendario della forma tridentina del rito romano)
- Sant'Aronne, fratello di Mosè
- Sant'Atilano Cruz Alvarado, sacerdote e martire
- San Carileffo, abate
- Santi Casto e Secondino, vescovi e martiri
- San Domiziano di Bebron, abate
- Sant'Eparchio di Angouleme, abate
- Santa Ester, regina
- Sant'Eutizio martire
- San Golveno di Leon, vescovo
- San Justino Orona Madrigal, martire messicano
- San Martino di Vienne, vescovo
- San Marziale di Limoges, vescovo
- San Nicasio Camuto de Burgio, martire
- Sant'Oliver Plunkett, martire
- Santa Regina di Denain
- San Teodorico di Mont-d'Or, abate
- San Teodorico di St. Evroult, abate
- San Wigstan, re di Mercia (Chiesa anglicana)
- San Zhang Huailu, martire
- Beato Antonio Rosmini, teologo, filosofo, fondatore dell'Istituto della carità e delle Suore della Provvidenza rosminiane
- Beata Assunta Marchetti, cofondatrice delle Suore missionarie di San Carlo Borromeo
- Beati Giorgio Beesley e Montford Scott, martiri
- Beati Giovan Battista Duverneuil e Pietro Aredio Labrouhe de Laborderie, martiri
- Beato Ignazio Falzon, chierico
- Beato Jan Nepomucen Chrzan, sacerdote e martire
- Beato Tommaso Maxfield, martire

Religione romana antica e moderna:
- Calende